# Bulgarischer Tourismusverband

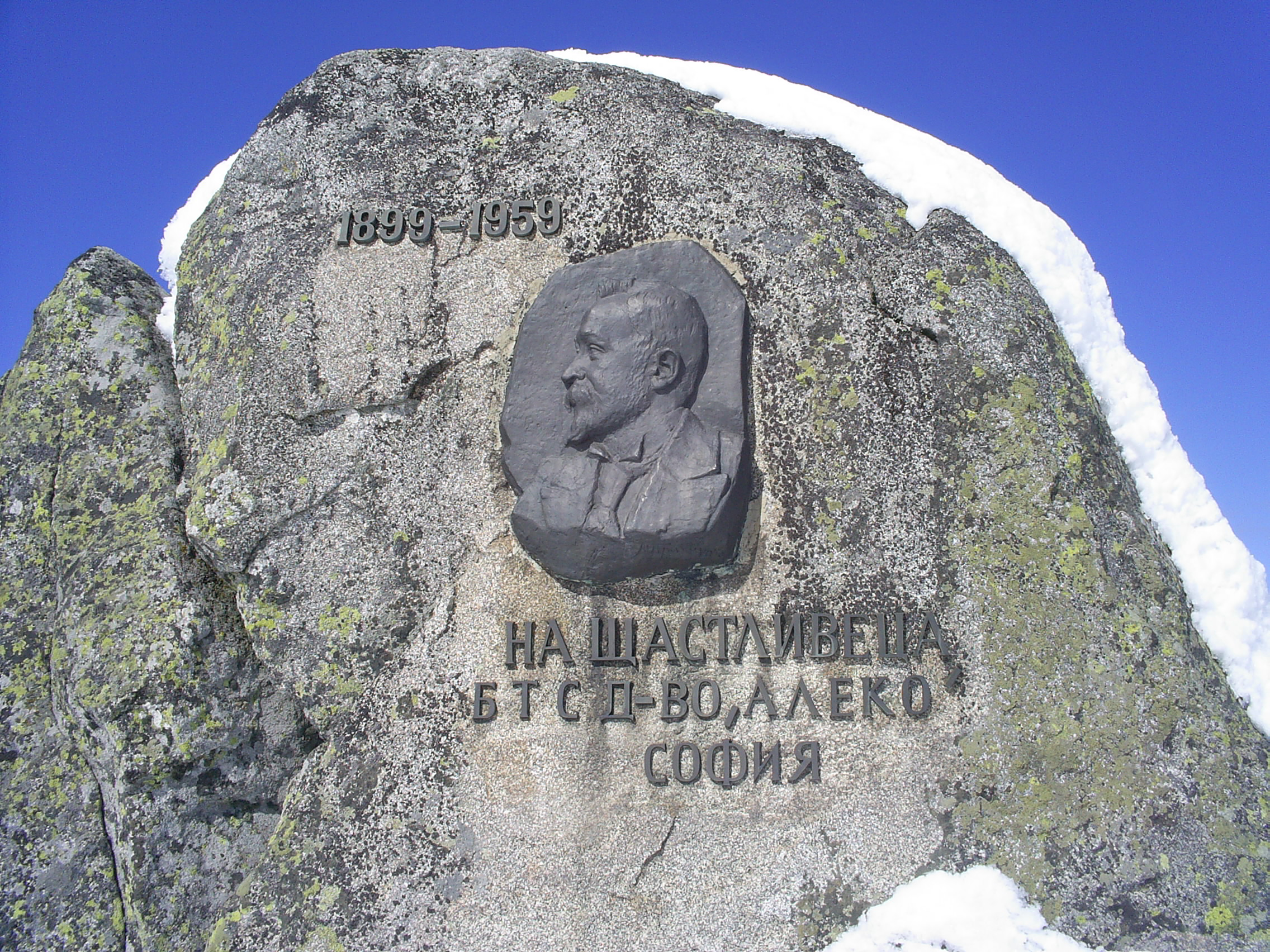
Denkmal von Aleko Konstantinow auf dem Tscherni Wrach

Der Bulgarische Tourismusverband (bulg. Български туристически съюз; Balgarski Turistitscheski Sajus, bulg. Abkürzung: БТС; deutsch: BTS) wurde am 27.–29. August 1895 gegründet. Er ist ein unabhängiger, freiwilliger, nicht parteigebundener, nichtstaatlicher Tourismusverband. Er ist Mitglied der Balkan Mountaineering Union seit deren Gründung im Jahr 2009.
Der Bulgarische Tourismusverband ist kein Tourismusverband oder Tourismusverein im deutschen Wortsinn, der sich der Förderung des Fremdenverkehrs und der Tourismusindustrie widmet. Wesentlich genauer wären seine Ziele mit einer freieren Übersetzung charakterisiert: „Bulgarischer Wanderverein“ oder „Verein zur Förderung des Berg- und Wandertourismus“.
Die Förderung des Tourismus im herkömmlichen Sinn (Fremdenverkehr; internationaler Tourismus) erfolgt durch das bulgarische Ministerium für Tourismus und das Unternehmen Balkanturist (bulg. Балкантурист), während der Bulgarische Tourismusverband fast ausschließlich auf bulgarische Touristen zielt, mit dem Schwerpunkt Bergwandern und Alpinismus und keine vordergründigen wirtschaftlichen Interessen verfolgt, sondern sich der Förderung der Volksgesundheit und dem Werben für die „schöne bulgarische Heimat“ verschrieben hat.
So zielt auch die langjährige Initiative des Bulgarischen Tourismusverbandes 100 nationale touristische Objekte Bulgariens ausschließlich auf die bulgarische Bevölkerung, um ihnen die bulgarischen Berge und kultureller Objekte von nationaler Bedeutung (Museen, Klöster, Naturdenkmäler usw.) in ihrer Heimat näherzubringen und ihren Patriotismus zu stärken. Die spartanisch eingerichteten Berghütten, die meist von lokalen Ortsgruppen des Bulgarischen Tourismusverbandes bewirtschaftet werden, zielen nicht auf ein internationales Touristenklientel, sind dafür aber billig und für alle erschwinglich.

## Geschichte

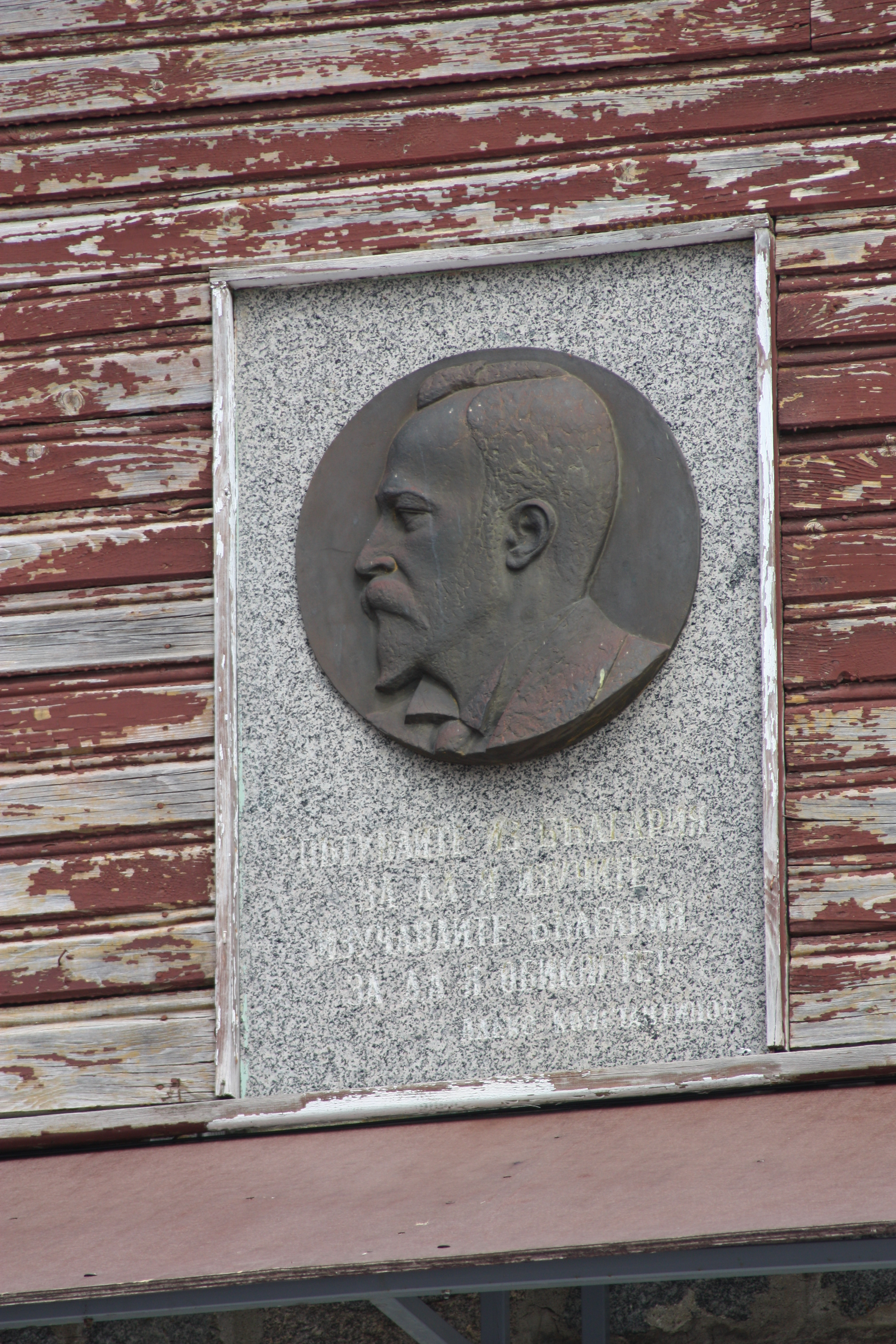
Plakette mit dem Bildnis von Aleko Konstantin an der Berghütte Aleko

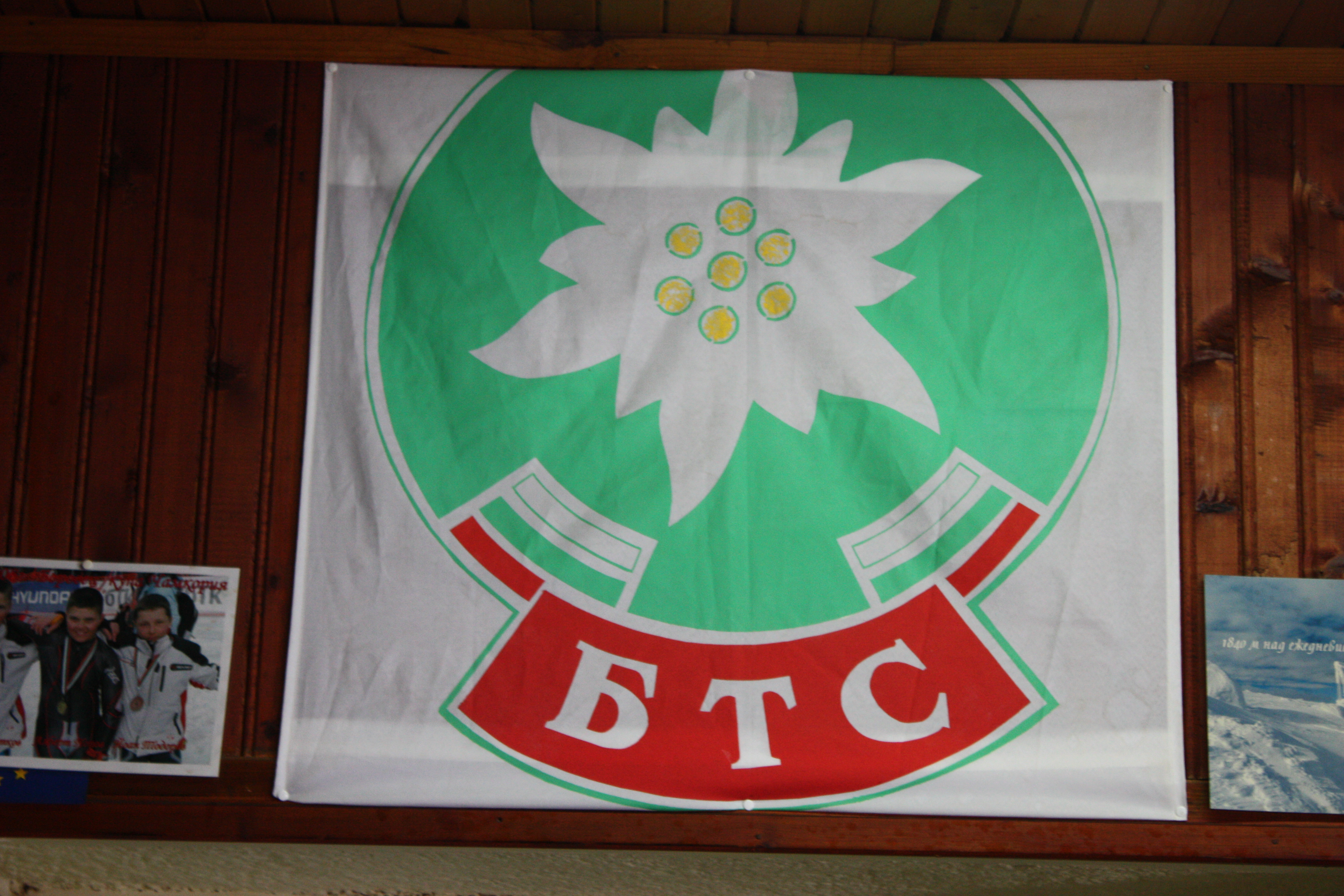
Fahne des Bulgarischen Tourismusverbandes (BTS) in der Berghütte Aleko

Die Gründung fand in der Nähe von Sofia statt, auf dem höchsten Berg des Witoschagebirges, auf dem Tscherni Wrach (bulg. Черни връх; 2290 m), auf Initiative und unter der Leitung und Patronage des bekannten bulgarischen Schriftstellers, Juristen und Demokraten Aleko Konstantinow (bulg. Алеко Константинов) statt. Die Gründung des „Klubs der bulgarischen Touristen“ war am 23. August 1895 in der Zeitung „Snamja“ angekündigt worden. Dem Gründungsaufruf folgen 300 Personen aller Schichten und Altersgruppen.
Nach der Ermordung von Aleko Konstantinow (1920) wurde es um die Aktivitäten des Klubs still. Er lebte am 23. August 1899 unter dem Namen „Erster bulgarischer Touristenverein“ wieder auf. Anfang des 20. Jahrhunderts entstanden in ganz Bulgarien Ortsgruppen. Es wurden Wanderwege markiert, Berghütten gebaut, die ersten Bergrettungsgruppen geschaffen und Touristenchöre organisiert.
Weiterhin wurde der Jugendverband „Verein der jungen Touristen“ gegründet. Anfang 1945 verschmolzen der „Verein der jungen Touristen“ und der „Bulgarische Touristenverband“ zum „Volksverband der Touristen“. 1944 bis 1956 wurden die ersten Wanderurlaube organisiert und die zentrale Alpinistenschule Maljowiza gegründet. 1953 wurde erstmals die nationale Touristenwanderung Kom-Emine durchgeführt. Der Bergwanderweg Bergwanderweg Kom–Emine ist heute Teil des Europäischen Fernwanderweges E3. 1954 wurde vom Bulgarischen Tourismusverband der erste Wettkampf im Orientierungslaufen organisiert und die erste Wasserwanderung (Rudern) auf der Donau.
1956 wurden die Sektionen Tourismus und Alpinismus aus dem Komitee für Sport ausgegliedert und wieder mit dem bulgarischen Tourismusverband vereinigt. Der Bulgarische Tourismusverband war unter anderem 1966 Initiator und Organisator der Bewegung 100 nationale touristische Objekte. Der bulgarische Staat unterstützte auch bis zur Wende 1989 stark den Tourismus in Bulgarien.
Nach der Wende (10. November 1989) stellte der Staat jegliche Finanzhilfe für den Tourismus ein. In dieser Zeit des wirtschaftlichen Niedergangs schrumpften die Mitgliederzahlen, und die Berghütten verfielen und wurden ausgeplündert. In der nachwachsenden Jugend fand sich kein touristischer Nachwuchs mehr. Erst Anfang des 21. Jahrhunderts erlebte die Tourismusbewegung in Bulgarien wieder einen Aufschwung. Die Bewegung Hundert nationale touristische Objekte wurde wiederbelebt.
Der offizielle Feiertag des Bulgarischen Tourismusverbandes wird am letzten Sonntag im August begangen. Offizielle Druckerzeugnisse des Verbandes sind die Zeitung „Echo“ und die Zeitschrift „Balgarski turist“. Das Informationszentrum des Bulgarischen Tourismusverbandes ist in 1040 Sofia, Boulevard „Wasil Levski“ Nr. 75.

## Logo

BTS-Logo (bulg. БТС)

Das Logo des Bulgarischen Tourismusverbandes ist eine stilisierte Edelweißblüte. Diese Blume kommt in Bulgarien nur sehr selten vor, lediglich im Piringebirge und im Balkangebirge. Der bulgarische Name der Blume ist aus dem deutschen entlehnt: „Еделвайс“ (ˈɛˑdəlvaɪ̯s).

## Mitglieder
Mitglieder im Bulgarischen Tourismusverband können natürliche Personen oder bulgarische juristische Personen werden. Ziel des Tourismusverbandes ist die Förderung der verschiedenen Formen des Tourismus, der Erholung, Naturliebe und des Umweltschutzes. Der Verein fördert bestimmte mit dem Tourismus verbundene Sportarten, wie Alpinismus, Orientierungslauf und die Speläologie.

## Touristische Einrichtungen
Der Tourismusverband hat 410 Einrichtungen in Bulgarien. Diese Objekte teilen sich unter anderem wie folgt auf:
- 219 Berghütten in Bulgarien mit insgesamt  13.062 Schlafplätze.
- 26 kleine Schutzhütten mit insgesamt 283 Schlafplätzen.
- 33 Erholungsheime mit insgesamt 2394 Schlafplätzen.
- 33 Touristenschlafsäle mit insgesamt 2296 Schlafplätzen.
- 13 Campingplätze mit insgesamt 383 Schlafplätzen.

## Europäische Wanderwege
Der Bulgarische Tourismusverband unterhält gemeinsam mit der Europäischen Wandervereinigung die Europäischen Fernwanderwege in Bulgarien. Durch Bulgarien verlaufen drei dieser Europäischen Fernwanderwege:
- E-3 – Länge: 8250 km; Ardennen – Erzgebirge – Karpaten – Balkangebirge – Schwarzes Meer. Ein Teil davon ist der bulgarische Bergwanderweg Kom–Emine.
- E-4 – Länge: 10.000 km; Gibraltar – Pyrenäen – Alpen – Karpaten – Rila – Pirin – Olymp – Zypern. Der bulgarische Wegabschnitt ist als „Die vier Gebirge“ bekannt (Witoscha – Werila – Rila – Pirin – Slawjanka).
- E-8 – Länge in Bulgarien: ca. 600 km; Nordsee – Rhein – Main – Donau – Karpaten – Rila – Rhodopen – Bosporus.

Heute werden auf den bulgarischen Wegabschnitten der Europäischen Fernwanderwege E-3, E-4 und E-8 insgesamt 2.150 km markierte Wanderwege unterhalten.